# لین شرقی (ویرجینیای غربی)
لین شرقی (به انگلیسی: East Lynn) یک منطقهٔ مسکونی در ایالات متحده آمریکا است که در شهرستان وین، ویرجینیای غربی واقع شده‌است.